# Norvège aux Jeux olympiques d'été de 2012
La Norvège participe aux Jeux olympiques d'été de 2012 à Londres au Royaume-Uni du 27 juillet au 12 août de cette même année, pour une 24e fois à des Jeux d'étés.

## Cérémonies d'ouverture et de clôture
La Norvège est la 138e délégation, entre Nigeria et Oman par ordre alphabétique francophone et anglophone, à entrer dans le Stade olympique de Londres au cours du défilé des nations durant la cérémonie d'ouverture. Le porte-drapeau de ladite délégation est la kayakiste Mira Verås Larsen.
Les délégations défilent mélangées lors de la cérémonie de clôture à la suite du passage de l'ensemble des porte-drapeaux des nations participantes. Le drapeau norvégien est porté cette fois par le kayakiste Eirik Verås Larsen, mari de Mira Verås Larsen 44CI6AVANT44.

## Médaillés
| Sport                   | Discipline                  | Athlète(s) | Performance    | Date       |
| Médailles d’or : 2      |                             | |                |            |
| Canoë-kayak             | K1 1 000 m hommes           | Eirik Verås Larsen | 3 min 26 s 462 | 8 août     |
| Handball                | Tournoi féminin             | Kari Aalvik Grimsbø Ida Alstad Heidi Løke Tonje Nøstvold Karoline Dyhre Breivang Kristine Lunde Kari Mette Johansen Marit Malm Frafjord Linn Jørum Sulland Katrine Lunde Haraldsen Linn Kristin Riegelhuth Gøril Snorroeggen Amanda Kurtović Camilla Herrem | 26 - 23        | 11 août    |
| Médailles d'argent : 1  |                             | |                |            |
| Escrime                 | Épée masculine individuelle | Bartosz Piasecki | 10 - 15        | 1er août   |
| Médailles de bronze : 1 |                             | |                |            |
| Cyclisme sur route      | Course en ligne masculine   | Alexander Kristoff |                | 28 juillet |

## Athlétisme
Les athlètes norvégiens ont jusqu'ici atteint les minima de qualification dans les épreuves d'athlétisme suivantes (pour chaque épreuve, un pays peut engager trois athlètes à condition qu'ils aient réussi chacun les minima A de qualification, un seul athlète par nation est inscrit sur la liste de départ si seuls les minima B sont réussis), :
Minima A réalisés par trois athlètes (ou plus)aucun.
Minima A réalisés par deux athlètesaucun.
Minima A réalisés par un athlète
- 100 mètres hommes,
- 200 mètres hommes,
- lancer du javelot hommes,
- 50 km marche hommes ;

- 100 mètres femmes,
- 100 mètre haies femmes.

Minima B réalisés par un athlète (ou plus)
- 3000 mètres steeple hommes,
- lancer du marteau hommes ;

- 800 mètres femmes,
- 1500 mètres femmes,
- 400 mètres haies femmes,
- 3000 mètres steeple femmes,
- marathon femmes,
- saut en longueur femmes,
- saut à la perche femmes.

## Aviron
Hommes
| Athlète                      | Compétition                 | Séries        | Séries | Repêchage | Repêchage | Quarts de finale | Quarts de finale | Demi-finales  | Demi-finales | Finale A | Finale A | Finale B      | Finale B |
| Athlète                      | Compétition                 | Temps         | Rang   | Temps     | Rang      | Temps            | Rang             | Temps         | Rang         | Temps    | Rang     | Temps         | Rang     |
| ---------------------------- | --------------------------- | ------------- | ------ | --------- | --------- | ---------------- | ---------------- | ------------- | ------------ | -------- | -------- | ------------- | -------- |
| Olaf Tufte                   | Skiff                       | 7 min 00 s 90 | 2e     | BYE       | BYE       | 6 min 55 s 36    | 3e               | 7 min 35 s 31 | 6e           | NQ       | NQ       | 7 min 18 s 15 | 7e       |
| Kjetil Borch Nils Jakob Hoff | Deux de couple              | 6 min 16 s 31 | 1ers   | BYE       | BYE       | NC               | NC               | 6 min 22 s 88 | 4es          | NQ       | NQ       | 6 min 20 s 82 | 7es      |
| Kristoffer Brun Are Strandli | Deux de couple poids légers | 6 min 34 s 00 | 2es    | BYE       | BYE       | NC               | NC               | 6 min 39 s 59 | 4es          | NQ       | NQ       | 6 min 39 s 59 | 9es      |

## Badminton
| Athlète              | Compétition  | Phase de groupe               | Phase de groupe              | Phase de groupe | 8e de finale     | Quarts de finale | Demi-finales     | Finale           | Finale |
| Athlète              | Compétition  | Adversaire Score              | Adversaire Score             | Rang            | Adversaire Score | Adversaire Score | Adversaire Score | Adversaire Score | Rang   |
| -------------------- | ------------ | ----------------------------- | ---------------------------- | --------------- | ---------------- | ---------------- | ---------------- | ---------------- | ------ |
| Sara Blengsli Kværnø | Simple dames | Sung Ji-hyun (KOR) 8-21, 5-21 | Yip Pui-yin (HKG) 8-21, 7-21 | 3e              | NQ               | NQ               | NQ               | NQ               | NQ     |

## Cyclisme

### Cyclisme sur route
En cyclisme sur route, la Norvège a qualifié quatre hommes et une femme.
hommes
| Athlète              | Compétition             | Temps           | Rang |
| -------------------- | ----------------------- | --------------- | ---- |
| Edvald Boasson Hagen | Course en ligne hommes  | DNS             | -    |
| Edvald Boasson Hagen | Contre-la-montre hommes | 54 min 30 s 87  | 13e  |
| Alexander Kristoff   | Course en ligne hommes  | 5 h 46 min 05 s | 3e   |
| Vegard Stake Laengen | Course en ligne hommes  | 5 h 46 min 37 s | 77e  |
| Lars Petter Nordhaug | Course en ligne hommes  | 5 h 46 min 05 s | 25e  |

femmes
| Athlète       | Compétition            | Temps       | Rang |
| ------------- | ---------------------- | ----------- | ---- |
| Emilie Moberg | Course en ligne femmes | hors délais | -    |

### VTT
| Athlète                | Compétition              | Temps | Rang |
| ---------------------- | ------------------------ | ----- | ---- |
| Gunn-Rita Dahle Flesjå | Cross-country VTT femmes | DNF   | DNF  |

## Équitation

### Dressage
| Athlète         | Cheval | Compétition | 1er tour | 1er tour | 2e tour | 2e tour | 2e tour     | 2e tour | Finale | Finale | Finale      | Finale |
| Athlète         | Cheval | Compétition | Score    | Rang     | Score   | Rang    | Score total | Rang    | Score  | Rang   | Score total | Rang   |
| --------------- | ------ | ----------- | -------- | -------- | ------- | ------- | ----------- | ------- | ------ | ------ | ----------- | ------ |
| Siril Helljesen | Dorina | Individuel  | 69.985   | 31e      | NQ      | NQ      | NQ          | NQ      | NQ     | NQ     | NQ          | NQ     |

## Escrime
Hommes
| Athlète          | Compétition       | 1/16 de finale      | 1/8 de finale    | Quarts de finale  | Demi-finales     | Finale              | Finale                             |
| Athlète          | Compétition       | Adversaire Score    | Adversaire Score | Adversaire Score  | Adversaire Score | Adversaire Score    | Rang                               |
| ---------------- | ----------------- | ------------------- | ---------------- | ----------------- | ---------------- | ------------------- | ---------------------------------- |
| Bartosz Piasecki | Épée individuelle | Grumier (FRA) 14-13 | Géza (HUN) 15-7  | Borel (FRA) 15-14 | Jung (KOR) 15-13 | Limardo (VEN) 10-15 | Médaille d'argent, Jeux olympiques |

## Handball
L'équipe norvégienne féminine de handball s'est qualifiée en remportant la finale des championnats d'Europe 2010.

### Tournoi féminin
Classement
| # | Équipe       | Pts | G | N | P | BP  | BC  | Diff | GAP |
| - | ------------ | --- | - | - | - | --- | --- | ---- | --- |
| 1 | France       | 9   | 4 | 1 | 0 | 125 | 103 | +22  |     |
| 2 | Corée du Sud | 7   | 3 | 1 | 1 | 136 | 130 | +6   | +4  |
| 3 | Espagne      | 7   | 3 | 1 | 1 | 119 | 114 | +5   | -4  |
| 4 | Norvège      | 5   | 2 | 1 | 2 | 118 | 120 | -2   |     |
| 5 | Danemark     | 2   | 1 | 0 | 4 | 113 | 121 | -8   |     |
| 6 | Suède        | 0   | 0 | 0 | 5 | 108 | 131 | -23  |     |

|  | Qualifié pour les quarts de finale |
|  | Pts points ; G victoires ; N nuls ; P défaites BP buts marqués ; BC buts encaissés ; Diff différence de points ; GAP goal average particulier |

Matchs
| 28 juillet | Norvège      | 23 - 24   | France                            | Copper Box, Londres              |                                  |
| 21 h 15    | Ida Alstad 5 | (12 - 17) | Paule Baudouin, Mariama Signate 5 | Arbitrage : N. Krstić, P. Ljubic | Arbitrage : N. Krstić, P. Ljubic |
| 21 h 15    | Rapport      |           |                                   | Arbitrage : N. Krstić, P. Ljubic | Arbitrage : N. Krstić, P. Ljubic |

| 30 juillet | Suède               | 21 - 24  | Norvège                                  | Copper Box, Londres                 |                                     |
| 21 h 15    | Linnea Torstenson 6 | (9 - 14) | Linn Kristin Koren, Linn Jørum Sulland 5 | Arbitrage : Y. Coulibaly, M.Diabaté | Arbitrage : Y. Coulibaly, M.Diabaté |
| 21 h 15    | Rapport             |          |                                          | Arbitrage : Y. Coulibaly, M.Diabaté | Arbitrage : Y. Coulibaly, M.Diabaté |

| 1er août | Norvège               | 27 - 27   | Corée du Sud                          | Copper Box, Londres                  |                                      |
| 9 h 30   | Linn Jørum Sulland 11 | (13 - 15) | Jo Hyo-bi, Jung Ji-hae, Ryu Eun-hee 6 | Arbitrage : G. Nachevski, S. Nikolov | Arbitrage : G. Nachevski, S. Nikolov |
| 9 h 30   | Rapport               |           |                                       | Arbitrage : G. Nachevski, S. Nikolov | Arbitrage : G. Nachevski, S. Nikolov |

| 3 août  | Danemark             | 23 - 24   | Norvège      | Copper Box, Londres                |                                    |
| 21 h 15 | Ann Grete Nørgaard 9 | (11 - 12) | Heidi Løke 6 | Arbitrage : V. Horacek, J. Novotny | Arbitrage : V. Horacek, J. Novotny |
| 21 h 15 | Rapport              |           |              | Arbitrage : V. Horacek, J. Novotny | Arbitrage : V. Horacek, J. Novotny |

| 5 août  | Norvège              | 20 - 25   | Espagne                   | Copper Box, Londres              |                                  |
| 19 h 30 | Linn Kristin Koren 6 | (11 - 11) | Jessica Alonso Bernardo 7 | Arbitrage : N. Krstić, P. Ljubic | Arbitrage : N. Krstić, P. Ljubic |
| 19 h 30 | Rapport              |           |                           | Arbitrage : N. Krstić, P. Ljubic | Arbitrage : N. Krstić, P. Ljubic |

Quart de Finale
| 7 août | Brésil | 19 - 21  | Norvège | Basketball Arena, Londres                  |                                            |
| 11h00  |        | (13 - 9) |         | Arbitrage : C. Bonaventura, J. Bonaventura | Arbitrage : C. Bonaventura, J. Bonaventura |

Demi-Finale
| 9 août | Norvège      | 31 - 25   | Corée du Sud  | Basketball Arena, Londres                              |                                                        |
| 18h00  | Heidi Løke 8 | (18 - 15) | Gwon Han-na 7 | Spectateurs : 9 274 Arbitrage : M. Gubica, B.Milosevic | Spectateurs : 9 274 Arbitrage : M. Gubica, B.Milosevic |
| 18h00  | Rapport      |           |               | Spectateurs : 9 274 Arbitrage : M. Gubica, B.Milosevic | Spectateurs : 9 274 Arbitrage : M. Gubica, B.Milosevic |

Finale
| 11 août | Norvège | 26 - 23   | Monténégro | Basketball Arena, Londres                  |                                            |
| 21h30   |         | (13 - 10) |            | Arbitrage : C. Bonaventura, J. Bonaventura | Arbitrage : C. Bonaventura, J. Bonaventura |

## Tir
La Norvège a un quota de six places qualificatives :
Hommes
| Athlète            | Compétition                         | Qualification | Qualification | Finale | Finale |
| Athlète            | Compétition                         | Points        | Rang          | Points | Rang   |
| ------------------ | ----------------------------------- | ------------- | ------------- | ------ | ------ |
| Ole Magnus Bakken  | Carabine à 50 m 3 positions hommes  | 592           | 26e           | NQ     | NQ     |
| Ole Magnus Bakken  | Carabine à 10 m air comprimé hommes | 597           | 6e            | 691.5  | 8e     |
| Odd Arne Brekne    | Carabine à 50 m tir couché hommes   | 594           | 13e           | NQ     | NQ     |
| Tore Brovold       | Skeet hommes                        | 113           | 27e           | NQ     | NQ     |
| Ole Kristian Bryhn | Carabine à 50 m 3 positions hommes  | 1169          | 7e            | 1267.8 | 7e     |
| Are Hansen         | Carabine à 10 m air comprimé hommes | 594           | 14e           | NQ     | NQ     |
| Are Hansen         | Carabine à 50 m 3 positions hommes  | 1163          | 22e           | NQ     | NQ     |

Femmes
| Athlète          | Compétition                         | Qualification | Qualification | Finale | Finale |
| Athlète          | Compétition                         | Points        | Rang          | Points | Rang   |
| ---------------- | ----------------------------------- | ------------- | ------------- | ------ | ------ |
| Malin Westerheim | Carabine à 10 m air comprimé femmes | 394           | 25e           | NQ     | NQ     |
| Malin Westerheim | Carabine à 50 m 3 positions femmes  | 579           | 20e           | NQ     | NQ     |

## Tir à l'arc
| Athlète      | Compétition       | 1er tour          | 2e tour          | 3e tour            | Quarts de finale | Demi-finales     | Finale           | Finale |
| Athlète      | Compétition       | Adversaire Score  | Adversaire Score | Adversaire Score   | Adversaire Score | Adversaire Score | Adversaire Score | Rang   |
| ------------ | ----------------- | ----------------- | ---------------- | ------------------ | ---------------- | ---------------- | ---------------- | ------ |
| Bård Nesteng | Individuel hommes | Kikuchi (JPN) 6-5 | Wukie (USA) 6-2  | Furukawa (JPN) 2-6 | NQ               | NQ               | NQ               | NQ     |

## Volley-ball

### Beach-volley
| Athlète                          | Compétition      | Tour préliminaire | Classement | Huitièmes de finale                          | Quarts de finale  | Demi-finales      | Finale            | Finale |
| Athlète                          | Compétition      | Adversaires Score | Classement | Adversaires Score                            | Adversaires Score | Adversaires Score | Adversaires Score | Rang   |
| -------------------------------- | ---------------- | --- | ---------- | -------------------------------------------- | ----------------- | ----------------- | ----------------- | ------ |
| Tarjei Skarlund Martin Spinnangr | Tournoi masculin | Poule F Cunha – Santos (BRA) 0 – 2 (14-21, 18-21) Binstock – Reader (CAN) 2 – 0 (21-14, 21-18) Garcia Thompson – Grotowski (GBR) 2 – 0 (22-20, 21-13) | 2es        | Pļaviņš – Šmēdiņš (LAT) 0 - 2 (18-21, 17-21) | NQ                | NQ                | NQ                | 9es    |

## Sources
- (en) Cet article est partiellement ou en totalité issu de l’article de Wikipédia en anglais intitulé « Norway at the 2012 Summer Olympics » (voir la liste des auteurs).